# Jüdischer Friedhof (Bad Gandersheim)

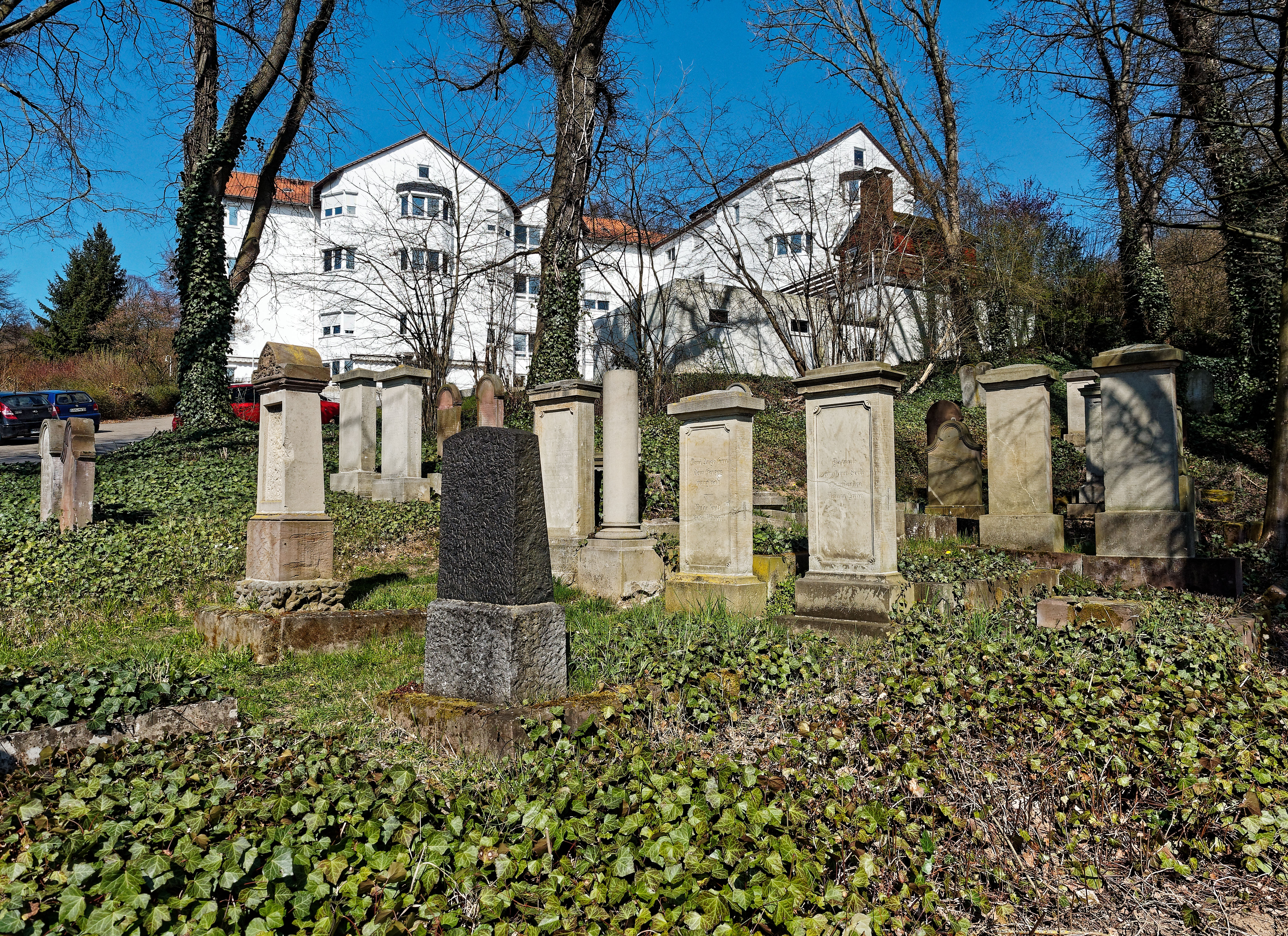

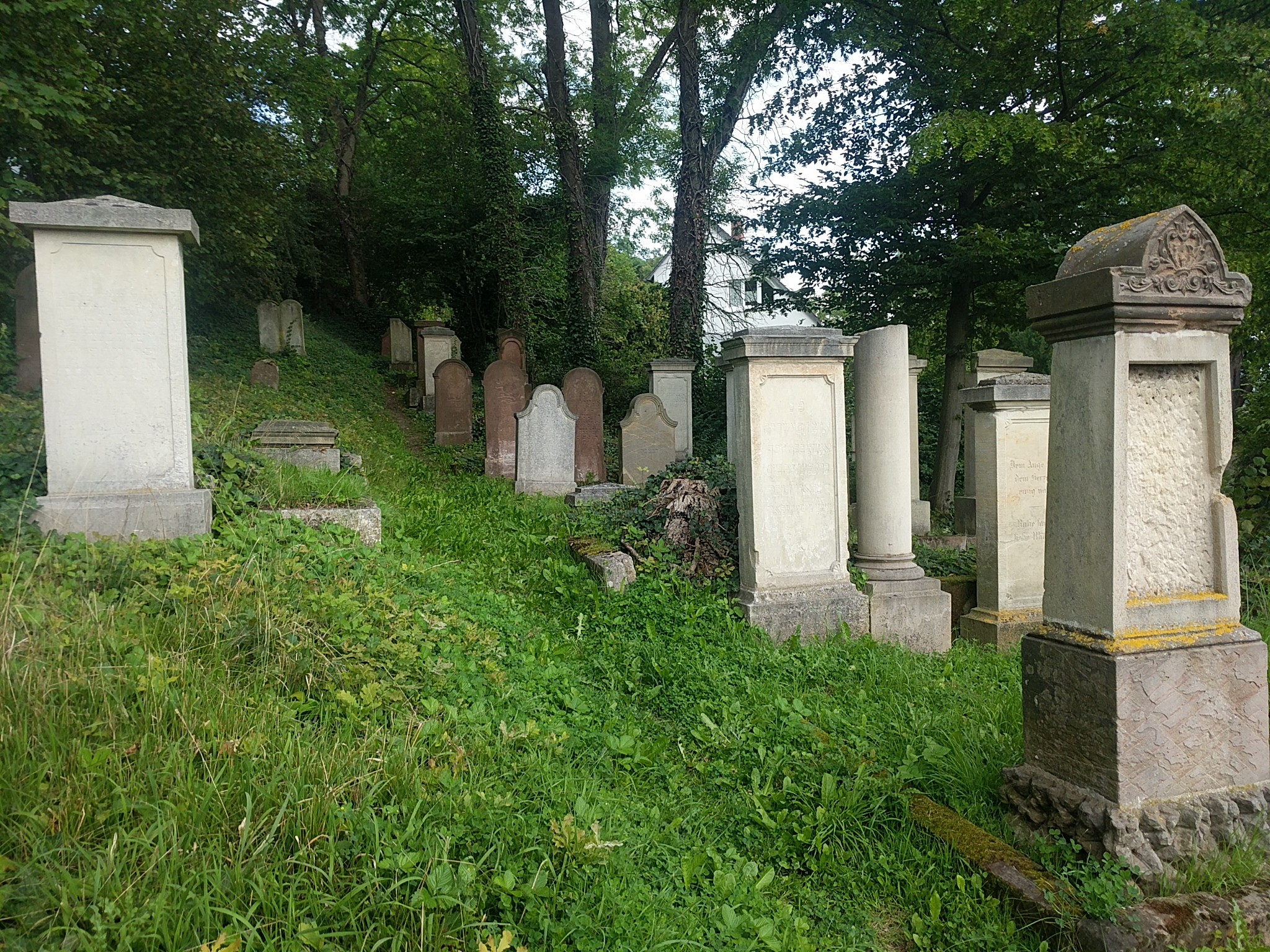

Der Jüdische Friedhof Bad Gandersheim ist ein jüdischer Friedhof in der niedersächsischen Kleinstadt Bad Gandersheim im Landkreis Northeim. Er ist ein geschütztes Kulturdenkmal.
Auf dem 350 m² großen Friedhof, der An der Wiek liegt, befinden sich 36 (oder nach anderen Angaben 39) Grabsteine. Der älteste erhaltene stammt aus dem Jahr 1818.

## Geschichte
Der Friedhof wurde von 1777 bis 1921 belegt. 1837 erhielt er eine Umzäunung. Im Jahr 1939 wurde er verwüstet: Grabsteine wurden umgeworfen und teilweise zerstört. Es ist nicht sicher, dass heute alle Steine, die später wieder aufgestellt wurden, an ihrem ursprünglichen Platz stehen.